# 성정하상성당
성정하상성당은 대한민국의 대구광역시 수성구 지산동에 있는 천주교 대구대교구 제2대리구 3지역의 성당이다. 2005년 11월 4일에 설립하였다.

## 교통편
- 대구 도시철도 3호선 황금역

## 같이 보기
- 천주교 대구대교구
- 성안드레아
- 정하상